# Męski układ płciowy
Męski układ płciowy – zespół narządów występujący u samców, warunkujący rozmnażanie. 

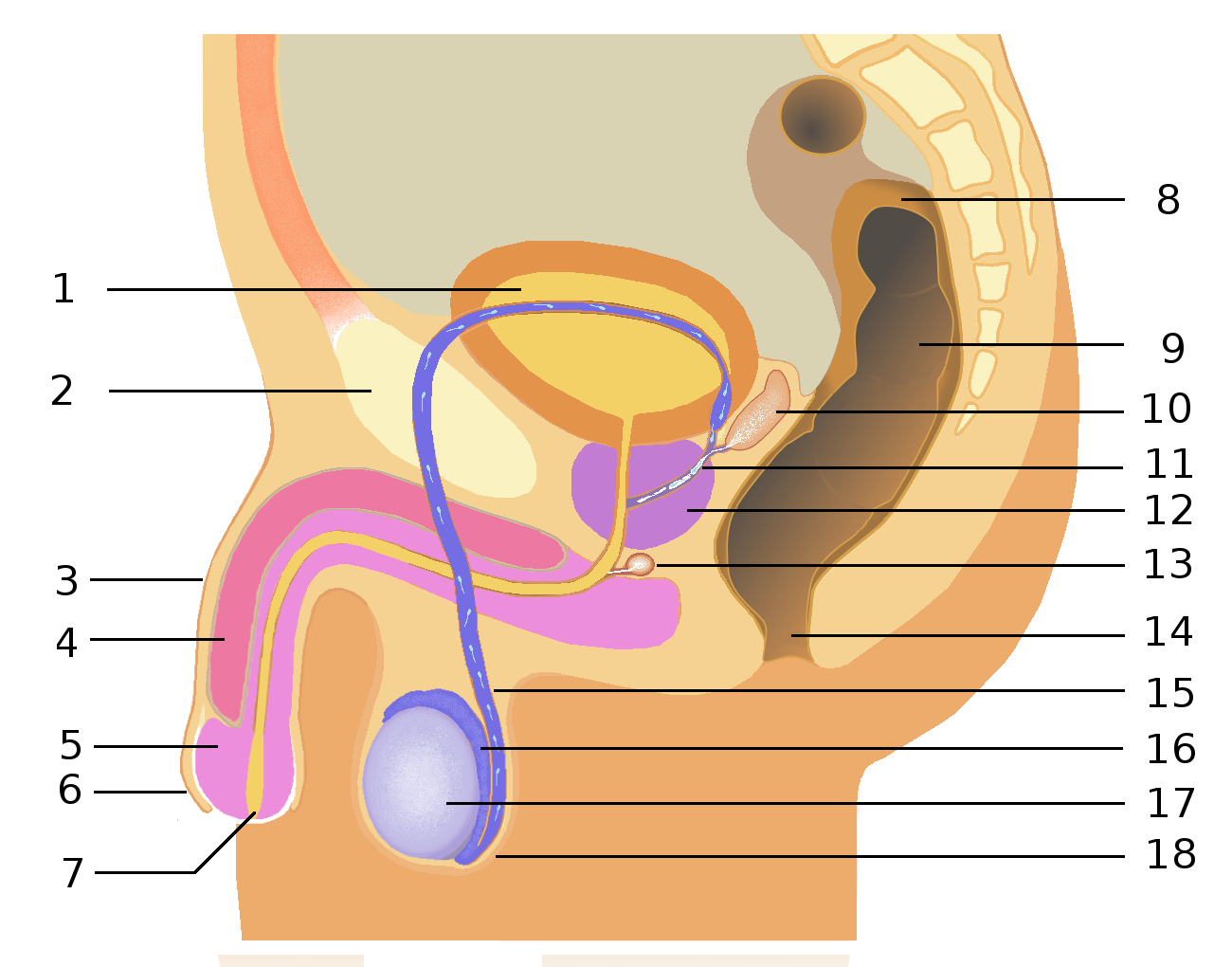
Męski układ rozrodczy:
1. Pęcherz moczowy
2. Kość łonowa
3. Prącie
4. Ciało jamiste
5. Żołądź
6. Napletek
7. Ujście cewki moczowej
8. Esica
9. Odbytnica
10. Pęcherzyk nasienny
11. Przewód wytryskowy
12. Prostata
13. Gruczoł opuszkowo-cewkowy
14. Odbyt
15. Nasieniowód
16. Najądrze
17. Jądro
18. Moszna

## Narządy
Wyróżnia się:
Narządy płciowe męskie wewnętrzne
- jądro
- najądrze
- nasieniowód
- cewka moczowa męska
- gruczoły pęcherzykowo-nasienne
- przewód wytryskowy
- gruczoł krokowy
- gruczoły opuszkowo-cewkowe

Narządy płciowe męskie zewnętrzne
- moszna
- prącie